# Monté la riviè
"Monté la riviè" (tradução portuguesa "Sobe o rio") foi a canção que representou a França o Festival Eurovisão da Canção 1992. Foi interpretada em crioulo haitiano (a primeira vez que uma canção francesa foi interpretada naquele idioma) e em francês por Kali (nome verdadeiro: Jean-Marc Monnerville). Foi a sexta canção a ser interpretada na noite do festival, a seguir à canção grega "Olou tou kosmou i Elpida", cantada por Cleopatra e antes da canção sueca I morgon är en annan dag, interpretada por Christer Björkman. A canção francesa terminou em oitavo lugar, tendo recebido um total de 73 pontos.

## Autores
- Letra e música: Rémy Bellenchombre
- Orquestrador: Magdi Vasco Novarrez

## Letra e música
A canção através da sugestão de Kali para que o ouvite  "subir o rio", no fundo é uma metáfora como o rio sendo "um rio de amor, o rio da vida" e ao ouvinte é dito que "Um dia tu verás a fonte do rio". A letra da canção fala-nos assim da necessidade de encontrar paz e amor no mundo contemporâneo. A música é descrita como sendo inspirada nos sons do Haiti, todavia também faz uso de sintetizador o que era popular no Festival daquela época.